# Stelvio Cipriani
Stelvio Cipriani (ur. 20 sierpnia 1937 w Rzymie, zm. 1 października 2018 tamże) – włoski kompozytor znany głównie z soundtracków filmowych.

## Życiorys
Choć nie pochodził z muzycznego środowiska, jako dziecko Cipriani był zafascynowany organami swojego kościoła. Jego ksiądz dał mu pierwsze lekcje muzyki i zachęcił Ciprianiego i jego rodzinę. Cipriani zdał egzaminy i rozpoczął studia w Santa Cecilia Conservatory w wieku 14 lat, a następnie grał w zespołach statków wycieczkowych, które umożliwiły mu spotkanie z  Dave'iem Brubeckiem. Po powrocie do Włoch towarzyszył Ricie Pavone na fortepianie.
Jego pierwszą ścieżką dźwiękową był western The Bounty Killer (1966), a następnie dobrze znana partytura The Stranger Returns (znana również jako A Man, a Horse, a Gun and Shoot First, Laugh Last) (1967) z udziałem Tony Anthony’ego. Cipriani później skomponował inne westernowe partytury z Anthonym, wraz z wieloma popularnymi soundtrackami.
Cipriani stał się sławny we włoskim świecie filmowym i otrzymał nagrodę Nastro d'Argento za Anonim Wenecki (1970).
Jedna z najsłynniejszych partytur Ciprianiego pochodzi z filmu La polizia sta a guardare z 1973 roku (The Great Kidnapping). Temat główny został ponownie wykorzystany przez Ciprianiego w 1977 roku by uzyskać muzykę do Tentacoli. W 2007 r. Ponownie zwrócił na siebie uwagę publiczności, kiedy wystąpił w Dowodzie śmierci Quentina Tarantino.
Wyniki Ciprianiego dla filmów z serii „La Polizia ...” były różnymi aranżacjami nad tym samym tematem. Niektóre z tych motywów zostały użyte w ścieżce dźwiękowej pary amerykańskiej Hélène Cattet i Bruno Forzani.
W wywiadzie z 2007 roku Cipriani powiedział, że skomponował muzykę dla Papieża Jana Pawła II i pracował również z papieżem Benedyktem XVI. 
W 2014 roku wydał swój oryginalny utwór „Anonimo Veneziano” „Być tym, którego kochasz” głosem międzynarodowej artystki nagraniowej Veroniki Vitale.